# Luis N. Morones

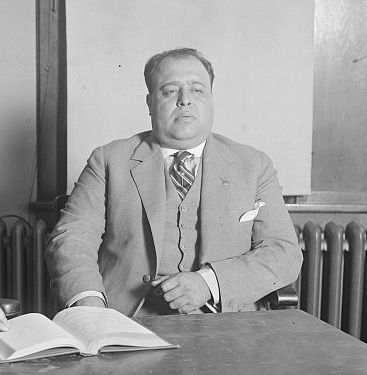
Luis N. Morones

Luis Napoleón Morones (Tlalpan, 11 oktober 1890 - Mexico-Stad, 1946) was een Mexicaans vakbondsleider en politicus.
Morones was opgeleid als elektricien. Tijdens de Mexicaanse Revolutie stond hij aan de zijde van Venustiano Carranza. In 1915 stichtte hij de Mexicaanse Elektriciensvakbond (SME) en de daaropvolgende jaren sloot hij zich aan bij verschillende vakbondsorganisaties. Hij sloot zich aan bij de Regionale Confederatie van Mexicaanse Arbeiders (CROM) waarvan hij in 1920 leider werd. In hetzelfde jaar steunde hij de verkiezing van Álvaro Obregón als president.
In 1922 richtte hij de Mexicaanse Arbeiderspartij (PLM) op, en werd in de Kamer van Afgevaardigden gekozen, waar hij diende als intermediair tussen de arbeiders en de overheid. In de jaren '20 gold hij als de belangrijkste vakbondsleider in Mexico, en had hij goede banden met de presidenten Obregón en Plutarco Elías Calles, die hem in 1924 tot minister van economie benoemde. Na de moord op Obregón door een katholieke radicaal werd Morones, van wie vermoed werd dat hij baat zou hebben gehad bij Obregóns dood, op een zijspoor gerangeerd.
In de jaren daarna bleef hij een aanhanger van Calles, en werd hij steeds conservatiever en corrupter. Hij eigende zich op frauduleuze wijze miljoenen toe, en pronkte met diamanten ringen en dure auto's. Onder de nieuwe president Lázaro Cárdenas werden Calles' aanhangers op een zijspoor gerangeerd. Nadat in 1936 een samenzwering werd ontdekt om een spoortrein op te blazen werden Calles en Morones in opdracht van Cárdenas gedeporteerd naar de Verenigde Staten.
Jaren later kon hij terugkeren naar Mexico en werd hij weer actief in de CROM, die inmiddels veel aan invloed had moeten inboeten. Hij overleed in 1946 in Tacubaya.